# 欧波利斯
欧波利斯（英語：Eupolis，前446年—前411年），活跃于公元前429年至前412年。古希腊最著名的旧喜剧诗人之一，他与阿里斯多芬和克拉提努斯齐名。
他的首部剧目于公元前429年上演，并在雅典酒神节上三次获胜，在城邦酒神节上至少一次获胜，现存有19部剧的剧名和460余个残篇。他在伯罗奔尼撒战争期间被杀。

## 扩展阅读
- Sommerstein, Alan Herbert (2002). Greek Drama and Dramatists. Routledge. ISBN 0-415-26027-2
- Storey, Ian Christopher, , Oxford University Press, 2003, ISBN 978-0-19-925992-2
- Taplin, Oliver, , Oxford University Press, 1994  [2013-01-22], ISBN 978-0-19-815000-8, （原始内容存档于2014-06-27）
- 本条目包含来自公有领域出版物的文本: Chisholm, Hugh (编).  (第11版). London: Cambridge University Press. 1911.